# Chosen le-Jisra'el
Chosen le-Jisra'el (hebrejsky חוסן לישראל‎, doslova Síla Izraele) je izraelská politická strana založená v prosinci 2018 bývalým náčelníkem Generálního štábu izraelské armády Binjaminem Gancem. Strana kandidovala v předčasných parlamentních volbách v dubnu 2019.
Podle předvolebních průzkumů z 30. ledna 2019 by strana, v případě společné kandidátky se středovou stranou Ješ atid, měla šanci získat největší počet poslaneckých mandátů a porazit dosavadní vládnoucí stranu Likud. Koncem února skutečně strany Chosen le-Jisra'el a Ješ atid oznámily utvoření společné kandidátní listiny, nazvané Kachol lavan (Modrobílá, podle barev na izraelské vlajce). Lídrem se stal Binjamin Ganc.